# Cabo Depot
Das Cabo Depot (spanisch, in Argentinien Cabo Depósito) ist ein Kap an der Südostküste der westantarktischen James-Ross-Insel. Es liegt 4 km westsüdwestlich des Hamilton Point an der Admiralitätsstraße.
Entdeckt wurde das Kap bei der Schwedischen Antarktisexpedition (1901–1904) unter der Leitung Otto Nordenskjölds. Die Benennung geht dagegen auf chilenische Wissenschaftler zurück. Der weitere Benennungshintergrund ist nicht überliefert. 